# Hypena leucospora
Hypena leucospora là một loài bướm đêm trong họ Erebidae.